# عبد الكبير الخطيبي
:
عبد الكبير خطيبي هو عالم اجتماع وروائي وناقد مغربي. ولد بمدينة الجديدة المغربية سنة 1938، وتوفي يوم الإثنين 16 مارس 2009 في أحد المستشفيات بالرباط، عن عمر يناهز 71 عاما. درس علم الاجتماع بجامعة السوربون، بباريس حيث قدم مبحثا حول الرواية المغاربية في سياق مجتمع في حقبة ما قبل الثورة. أصدر سنة 1971 روايته الأولى، الذاكرة الموشومة (La Mémoire Tatouée). نشر قصصا وروايات ونظم قصائد وكتب حول المجتمعات والفن الإسلاميان. ينتمي إلى الجيل الشاب للستينيات الذي تحدى المعايير الاجتماعية والسياسية التي انبنى عليها المغرب العربي.

## مهامه
تقلد عبد الكبير الخطيبي عدة مناصب أكاديمية بارزة، حيث عمل أستاذًا جامعيًا بكلية الآداب والعلوم الإنسانية بجامعة محمد الخامس بالرباط، كما شغل منصب أستاذ مساعد، ثم تولّى إدارة معهد السوسيولوجيا السابق بالرباط، قبل أن يصبح مديرًا للمعهد الجامعي للبحث العلمي. انضم إلى اتحاد كتاب المغرب في مايو سنة 1976، واشتغل أيضًا في المجال الإعلامي والثقافي، حيث تولّى رئاسة تحرير "المجلة الاقتصادية والاجتماعية للمغرب"، كما أشرف على إدارة مجلة "علامات الحاضر". وتمتاز مسيرته بتنوع إنتاجه بين الكتابة الإبداعية، مثل الشعر والرواية والمسرح، والبحث الأكاديمي والنقد الأدبي. وبأمر خاص من الملك محمد السادس، احتُفظ له بصفة أستاذ جامعي مدى الحياة بكلية الآداب والعلوم الإنسانية بجامعة محمد الخامس، مع تمتيعه بجميع الامتيازات المرتبطة بهذا المنصب.

## أهم أعماله بالعربية
- الذاكرة الموشومة (1971)
- فن الخط العربي (1976)
- الرواية المغاربية (1993)
- تفكير المغرب (1993)
- صيف بستوكهولم (1990)
- صور الأجنبي في الأدب الفرنسي (1987)
- كتاب الدم (1979)

## أهم مؤلفاته الفرنسية
- Penser le Maghreb (SMER، الرباط، 1993) (تفكير المغرب)
- Un été à Stockholm، رواية (فلاماريون، 1990) (صيف بستوكهولم)(ترجم إلى العربية منشورات دار توبقال)
- L'Art calligraphique arabe (Chêne، 1976 - طبعة ثانية سنة 1980، طباعة ثانية سنة 1996) كتب مع السجلماسي (فن الخط العربي)
- Figures de l’étranger dans la littérature française (دونويل، 1987) (صور الأجنبي في الأدب الفرنسي)
- Dédicace à l’année qui vient (فاطا مورغانا، 1986) (إهداء للسنة الآتية)
- Le même livre (طبعات البريق، 1985) مع ج. حسون (الكتاب نفسه)
- Amour bilingue (فاتا مورغانا، مونبولييه، 1983): (عشق مزدوج اللسان)، رواية غرامية، لكن شخصيتها الرئيسية اللغة. لغة منقسمة إلى جزئين لا يتجزءان ويتعارضان. يتجاوز بكثير إشكالية الاختيار بين العربية والفرنسية.
- Maghreb pluriel (دونويل، 1983) (المغرب في صيغة الجمع)
- De la mille et troisième nuit (SMER، الرباط، 1980، مجموعة Plaisir de lire، Arrabeta، البيضاء): (عن الليلة الثالثة والألف)

رواية ينبني فيها الافتتان على مبدأ «احك لي قصة وإلا قتلتك»... نص يجذبنا إلى دروب العشق المفخخة.
- Le roman maghrébin، محاولة (SMER، الرباط، 1979) (الرواية المغاربية)
- Le livre du sang (جاليمار، 1979) (كتاب الدم)
- Le prophète voilé، مسرحية (لارمتان، 1979) (النبي المقنع)(نشرت باللغة العربية سلسلة المسرح العالمي)
- Le lutteur de classe à la manière taoïste (سندباد،1976) (المناضل الطبقي على الطريقة الطاوية) (قصيدة طويلة ترجمها الشاعر كاظم جهاد منشورات دار توبقال)

(* Vomito blanco: Le sionisme et la conscience malheureuse (المجموعة 10/18، 1974) (القيء الأبيض: الصهيونية والضمير الحزين)
- Écrivains marocains، du Protectorat à 1965 (سندباد، 1974) (كتاب مغاربة، من الحماية إلى 1965)
- La mort des artistes، مسرحية (1964) (وفاة الفنانين)
- La blessure du nom propre، رواية (دونويل، Lettres Nouvelles، 1974) (الإسم العربي الجريح)(الترجمة العربية للشاعر محمد بنيس منشورات دار العودة)

((* La mémoire tatouée، رواية (دونويل، Lettres Nouvelles، 1971) (الذاكرة الموشومة) (مترجمة إلى اللغة العربية)
من أهم كتب الأدب المغاربي.
و هو يعد من أهم رواد الفكر المغربي

## الجوائز
فاز الكاتب والمفكر المغربي عبد الكبير الخطيبي بعدة جوائز من بينها
- جائزة الأدب في الدورة الثانية لمهرجان «لازيو بين أوروبا والبحر الأبيض المتوسط» في إيطاليا، عن مجمل أعماله الأدبية وتجربته التي انطلقت أواخر الستينات من القرن الماضي، وذلك لمساهمته في خلق لغة أدبية وطنية ومستقلة في مجال العلوم الاجتماعية، والتزامه بقضايا المساواة الثقافية والتنوع الفكري بالمغرب. جائزة «الربيع الكبرى» التي تمنحها جمعية «أهل الأدب»، وهي جمعية ثقافية فرنسية عريقة يعود تأسيسها إلى عام 1838 من طرف أهم كتاب الأدب الكلاسيكي بفرنسا وأكثرهم شهرة في الوقت الحاضر، أمثال الروائي الفرنسي أونوريه دو بالزاك والشاعر فيكتور هيغو والروائي أليكسندر دوما.